# Clorură de cetilpiridiniu
Clorura de cetilpiridiniu (abreviat CPC) este o sare de amoniu cuaternar derivată de la piridină, fiind utilizată ca antiseptic în diverse produse: ape de gură, paste de dinți, pastile de supt, spray de gât și spray nazal. Acționează ca antiseptic și omoară bacteriile și alte microorganisme. Este eficientă în prevenirea plăcii dentare și în reducerea gingivitei. It has also been used as an ingredient in certain pesticides. 